# Kelly Klaymour
Kelly Klaymour (Kansas City, Kansas; 18 de abril de 1991) es una actriz pornográfica transexual estadounidense.

## Biografía
Debutó en la industria del cine porno transexual en 2013, con 22 años de edad. Se retiró apenas cuatro años después, habiendo rodado más de 50 películas, muchas de ellas bajo la dirección del cineasta Joey Silvera.
Algunos trabajos reseñables de su filmografía son American She-Male X 6, How To Please A She-Male 5 o True History Of She-Male Cock 5.
En 2015 fue nominada en los Premios AVN a Artista transexual del año y a la Mejor escena de sexo transexual junto a Rain DeGrey por Next She-Male Idol 9. Ese mismo año ganó el galardón a Mejor actriz revelación en los Transgender Erotica Awards Show.

## Premios y nominaciones
| Año  | Ceremonia                       | Resultado | Premio                                  | Trabajo              |
| ---- | ------------------------------- | --------- | --------------------------------------- | -------------------- |
| 2015 | Premios AVN                     | Nominada  | Artista transexual del año              | —                    |
| 2015 | Premios AVN                     | Nominada  | Mejor escena de sexo transexual         | Next She-Male Idol 9 |
| 2015 | Transgender Erotica Awards Show | Ganadora  | Mejor actriz revelación                 | —                    |
| 2015 | Transgender Erotica Awards Show | Nominada  | Mejor actriz hardcore                   | —                    |
| 2016 | Premios AVN                     | Nominada  | Premio fan: Mejor actriz transexual     | —                    |
| 2017 | Premios AVN                     | Nominada  | Premio fan: Artista transexual favorita | —                    |
| 2018 | Transgender Erotica Awards Show | Ganadora  | Transcendence Award                     | —                    |